# Rajčanka
Rajčanka nebo Rajčianka je řeka na severozápadním Slovensku. Protéká celým územím Rajecké doliny. Ohraničuje Lúčanskou Malou Fatru od západu a Strážovské vrchy z východu. Má délku 47,5 km. Je tokem III. řádu.

## Průběh toku
Pramení v Strážovských vrších jihozápadně od obce Čičmany, v podcelku Zliechovská hornatina, na jihovýchodním svahu Strážova (1213 m n. m.) v nadmořské výšce přibližně 775 m n. m. v lokalitě Zákľuka.
Nejprve teče na krátkém úseku na východ, v Čičmanech přibírá levostranný přítok od Lazového vrchu (856 m n. m.) a vytváří Čičmiansku dolinu. Protéká jí severovýchodním směrem, přibírá zleva říčku Šiandorová a zprava potok Žilinská, dále významnější přítok z pravé strany od Reváně (1205 m) a tok se pak stáčí více k severu. Obloukem obtéká obec Fačkov a dostává se do Rajecká kotliny, kde prvním přítokem je Rybná (498 m n. m.) z pravé strany, následuje Lesnianka u obce Rajecká Lesná, dále protéká přes Šuju, Rajec a Kľače, u obce Jasenové přibírá z levé strany potok Čierňanka a řeka se stáčí na severovýchod. Teče přes Zbyňov a okrajem Rajeckých Teplic, kde na krátkém úseku teče východním směrem, přibírá Porubský potok a Kuneradský potok. Nad levým břehem Rajčanky se vypínají Skalky (podcelek Súľovské vrchy). U obce Poluvsie přibírá zprava Stránsky potok a řeka se opět obrací na severovýchod. Z pravé strany ještě přibírá Medzihorský potok a za Turskou skalou obloukem vstupuje do Žilinské kotliny. Zde zprava přibírá Turiansky potok a teče už jen na sever, nejprve u Porúbky, následně zleva přibírá potok Svinianku a Lietavský potok, protéká Lietavskou Lúčkou a nakonec přitéká na území města Žilina. Zde přibírá zleva ještě Bitarovský potok a potok Bradová a v severozápadní části města v městské části Strážov ústí v nadmořské výšce 326 m n. m. do Váhu.

## Vodní režim
Průměrný průtok 4 m³/s v obci Stránske.

## Využití

### Vodáctví
Řeka je vodácky splavná v délce 32 km. V úseku Fačkov–Rajec je středně těžká a z Rajce až k soutoku s Váhem lehká. Na horním úseku má mělké kamenité koryto s dost prudkým spádem. Je zde umístěno několik hatí, které jsou většinou sjízdné. Celá plavba je poměrně náročná, neboť koryto Rajčanky je poměrně úzké a tok vody rychlý. Na horním toku protéká poměrně úzkým údolím s velmi pěknou přírodní scenérií. Po levé straně se nalézají Strážovské vrchy a po pravé straně Lúčanská Fatra. Po 4 km plavby se údolí rozšiřuje.
Přístup do Rajce po železnici a z Rajce do Fačkova jen po silnici, obě dopravní cesty procházejí údolím souběžně s řekou.